# Kalex
Kalex Engineering és una empresa alemanya d'enginyeria que dissenya, fabrica i ven peces d'alt rendiment per a motocicletes. Fundada el 2008 a Bobingen, Baviera, per Klaus Hirsekorn i Alex Baumgärtel, el nom és el resultat de fusionar els dos noms de fonts dels fundadors, Klaus i Alex.

## Història

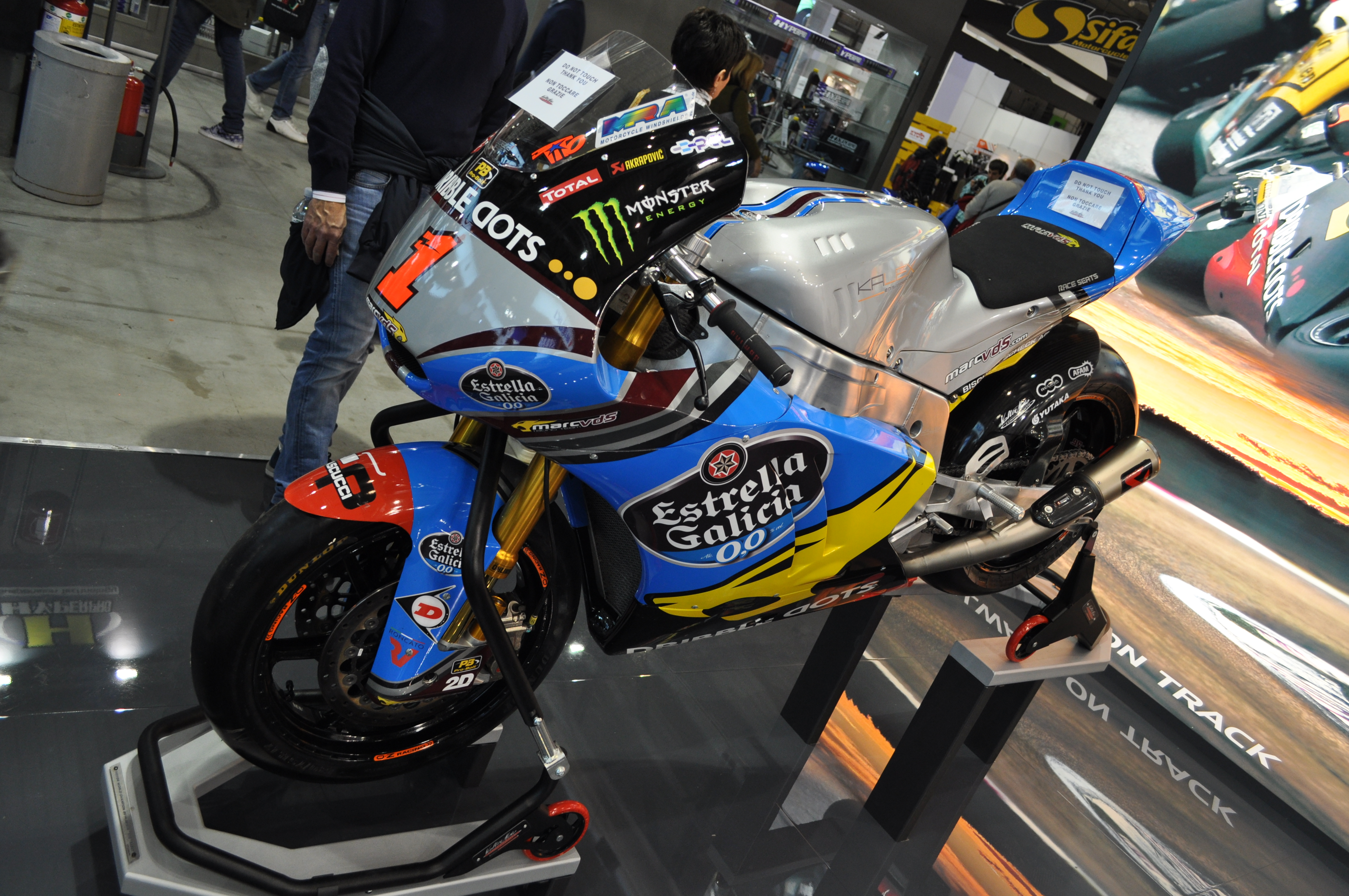
La Kalex de Moto2 que pilotà Tito Rabat el 2015

El 2010, amb la introducció de la nova categoria Moto2 del mundial de motociclisme per a motocicletes amb motors Honda de 600 cc, Kalex Engineering va començar a proporcionar el seu xassís a l'equip Pons Racing. Stefan Bradl va ser el primer a aconseguir un títol mundial amb un xassís Kalex en guanyar el mundial de Moto2 el 2011 amb l'equip Viessmann Kiefer Racing.
Kalex va guanyar el Campionat del món de constructors el 2013 quan els equips que duien el seu xassís van acabar entre els quatre primers classificats del campionat de Moto2. El 2015, els pilots de Kalex van guanyar totes les curses menys una i van ocupar els tres primers llocs -i nou dels deu primers- de la classificació general del mundial. Els pilots que feien servir el xassís Kalex van dominar la temporada també el 2016, guanyant els 18 Grans Premis i ocupant les nou primeres posicions a la classificació final de la temporada.
Després del canvi del mundial de Moto2 a motors Triumph a partir del 2019, els dissenys de xassís Kalex més antics es van continuar emprant al campionat britànic GP2, que s'havia instaurat com a suport del Campionat Britànic de Supersport el 2018.

## Resultats en Grans Premis

### Resultats al Campionat de constructors de Moto2
| Any  | Punts | Posició |
| ---- | ----- | ------- |
| 2010 | 81    | 7è      |
| 2011 | 281   | 2n      |
| 2012 | 320   | 2n      |
| 2013 | 392   | 1r      |
| 2014 | 430   | 1r      |
| 2015 | 445   | 1r      |
| 2016 | 450   | 1r      |
| 2017 | 427   | 1r      |
| 2018 | 407   | 1r      |
| 2019 | 442   | 1r      |
| 2020 | 375   | 1r      |
| 2021 | 450   | 1r      |
| 2022 | 477.5 | 1r      |
| 2023 | 463   | 1r      |
| 2024 | 437   | 1r      |

Els anys 2016, 2020 i 2021, les Kalex van guanyar totes les curses de la temporada, aconseguint el total màxim de punts possible.

### Campions del món de Moto2 amb Kalex

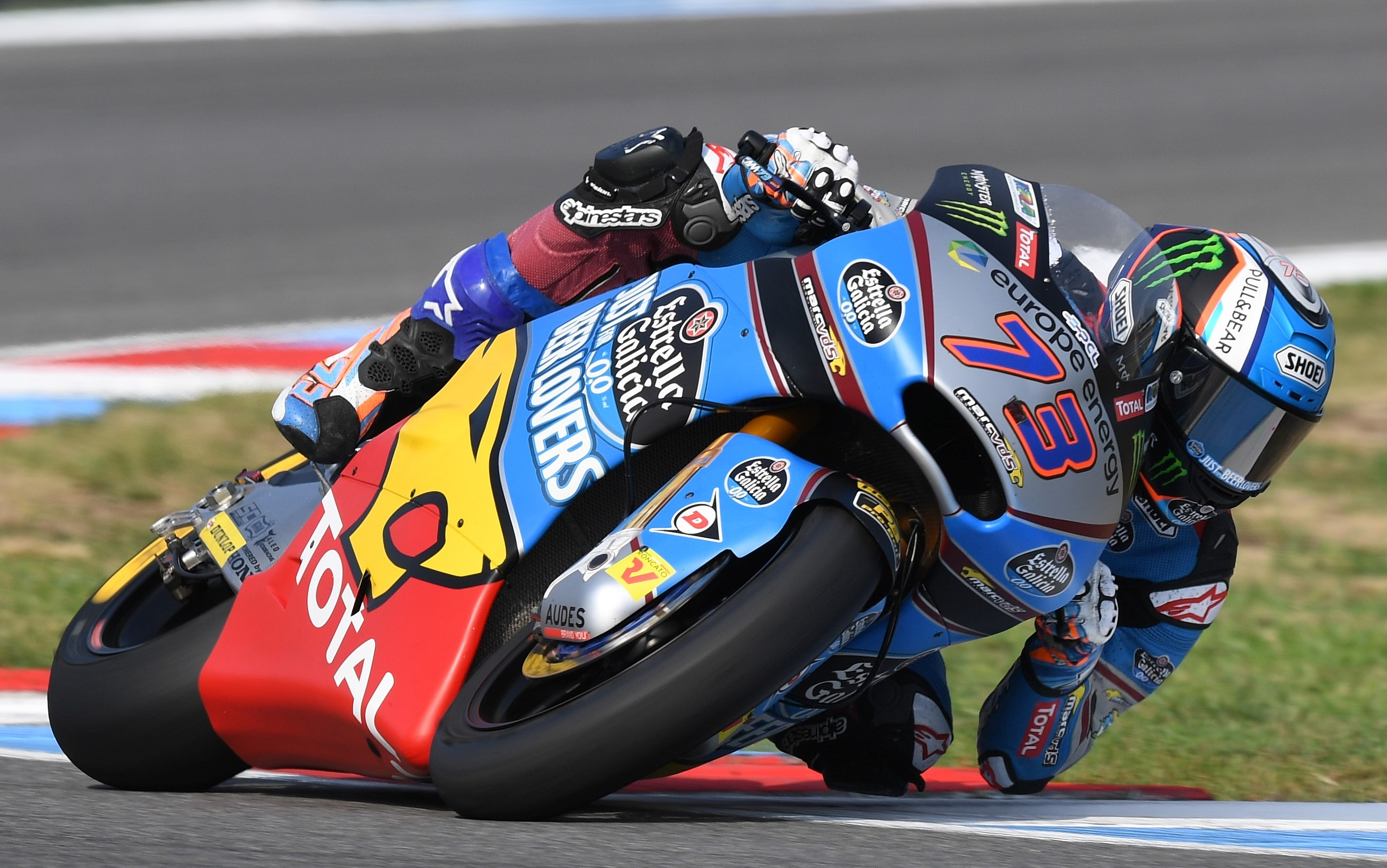
Àlex Márquez amb la Kalex el 2018

| Any  | Pilot             | Punts |
| ---- | ----------------- | ----- |
| 2011 | Stefan Bradl      | 274   |
| 2013 | Pol Espargaró     | 265   |
| 2014 | Tito Rabat        | 346   |
| 2015 | Johann Zarco      | 352   |
| 2016 | Johann Zarco      | 276   |
| 2017 | Franco Morbidelli | 308   |
| 2018 | Francesco Bagnaia | 306   |
| 2019 | Àlex Márquez      | 262   |
| 2020 | Enea Bastianini   | 205   |
| 2021 | Remy Gardner      | 311   |
| 2022 | Augusto Fernández | 271,5 |
| 2023 | Pedro Acosta      | 332,5 |